# Brian Lee
Brian Lee, född 26 mars 1987 i Moorhead, Minnesota, är en amerikansk professionell ishockeyspelare. Lee är back och spelar i NHL-klubben Ottawa Senators. 
Lee valdes av Ottawa Senators som 9:e spelare totalt i NHL-draften 2005. Efter att ha spelat universitetshockey under två säsonger började han 2007 spela i Senators farmarlag Binghamton Senators. Samma säsong fick han debutera i NHL, och spelade sex matcher med Senators 2008. Säsongen 2007-08 blev han uttagen i AHL:s All Star Team. 
Inför säsongen 2008–09 ansågs Lee vara ordinarie i Senators backuppsättning. Han har därefter alternerat mellan Ottawa Senators och farmarlaget i Binghamton.
Lee är en snabb, puckförflyttande back, med god spelförståelse och offensiv skicklighet. Han behöver dock förbättra sitt fysiska spel.

## Statistik
USHL = United States Hockey League, WCHA = Western Collegiate Hockey Association

### Klubbkarriär
| 2004–05    | Lincoln Stars              | USHL       | 12  | 0 | 3  | 3  | 4  | 4 | 2 | 3 | 5 | 2 |
| 2005–06    | University of North Dakota | WCHA       | 43  | 3 | 22 | 25 | 44 | — | — | — | — | — |
| 2006–07    | University of North Dakota | WCHA       | 38  | 2 | 24 | 26 | 69 | — | — | — | — | — |
| 2007–08    | Binghamton Senators        | AHL        | 55  | 3 | 22 | 25 | 51 | — | — | — | — | — |
| 2007–08    | Ottawa Senators            | NHL        | 6   | 0 | 1  | 1  | 4  | 4 | 0 | 0 | 0 | 2 |
| 2008–09    | Binghamton Senators        | AHL        | 27  | 2 | 10 | 12 | 41 | — | — | — | — | — |
| 2008–09    | Ottawa Senators            | NHL        | 53  | 2 | 11 | 13 | 33 | — | — | — | — | — |
| 2009–10    | Binghamton Senators        | AHL        | 41  | 3 | 12 | 15 | 52 | — | — | — | — | — |
| 2009–10    | Ottawa Senators            | NHL        | 23  | 2 | 1  | 3  | 12 | — | — | — | — | — |
| 2010–11    | Ottawa Senators            | NHL        | 50  | 0 | 3  | 3  | 24 | — | — | — | — | — |
| NHL totalt | NHL totalt                 | NHL totalt | 132 | 4 | 16 | 20 | 73 | 4 | 0 | 0 | 0 | 2 |

### Internationellt
| År            | Lag           | Turnering     | Matcher | Mål | Assist | Poäng | Utv |
| ------------- | ------------- | ------------- | ------- | --- | ------ | ----- | --- |
| 2005          | USA           | JVM           | 7       | 0   | 0      | 0     | 4   |
| 2006          | USA           | JVM           | 7       | 1   | 0      | 1     | 8   |
| 2007          | USA           | JVM           | 7       | 0   | 0      | 0     | 14  |
| Junior totalt | Junior totalt | Junior totalt | 21      | 1   | 0      | 1     | 26  |